# Вулиця Кукурудзяна (Львів)
Вулиця Кукурудзяна — вулиця в Личаківському районі Львова, у місцевості Знесіння. З'єднує вулиці Польову та Богдана Хмельницького, окрім того утворює перехрестя з вулицею Ковельською. Прилучається вулиця Грядкова.

## Історія
Вулиця прокладена у середині XX століття, в урочищі, що мало назву «Замкове». Сучасну назву вулиця отримала у 1958 році.

## Забудова
Вулиця Кукурудзяна пролягає у промисловій зоні, що є частиною Північного промислового вузла. На вулиці розташовані ринок «Торпедо», перенесений сюди 2008 року з вулиці Золотої, автосервіси, магазини автозапчастин і декілька будівельних фірм. Непарний бік вулиці займає Електропідстанція 220кВ «Львів-2».